# アントワーヌ・バザン
アントワーヌ＝ピエール＝ルイ・バザン（Antoine-Pierre-Louis Bazin、1799年3月26日 - 1863年）は、フランスの中国学者。とくに元曲の研究者、翻訳者として知られる。

## 略歴
バザンはセーヌ＝エ＝オワーズ県のモンモランシーに近い Saint-Brice-sous-Bois（今はヴァル＝ドワーズ県に属する）に生まれた。弟に皮膚科学者として有名なエルネスト・バザン（フランス語版、1807-1878、バザン硬結性紅斑に名を残す）があり、弟と区別するために「Bazin aîné」（aînéは英語のelderにあたる）と呼ばれることもある。
はじめ法学を専攻したが、コレージュ・ド・フランスでアベル・レミュザ、ついでスタニスラス・ジュリアンに中国学を学んだ。阿片戦争後、中国での外交や貿易が大規模に拡大すると予想されていたため、1843年に東洋言語学校に中国語の講座が設けられ、バザンはその初代教授に就任した。没するまでその地位にあった。

## 主な著作
バザンは主にアジア協会の機関誌『Journal Asiatique』に論文を発表し、1852年以来同協会の副書記をつとめた。
バザンは元曲の翻訳で知られる。
- Théâtre chinois. Imprimerie royale. (1838)（序論と『㑳梅香』『合汗衫』『貨郎旦』『竇娥冤』の翻訳）
- Le Pi-pa-ki, ou l'Histoire du luth. Imprimerie royale. (1841)（『琵琶記』の翻訳）
- Le Siècle des Youên, ou Tableau historique de la littérature chinoise. Imprimerie nationale. (1850)（元朝の文献の目録、『水滸伝』や『元曲選』のすべての劇の概要と部分的翻訳を含む）

『現代の中国』（ギヨーム・ポティエと共著）の第2部で、中国文化全般について記述している。ここにも戯曲に関する詳細な説明がある。
- Chine moderne. 2. Paris: Firmin Didot frères. (1853)

ほかに中国語文法の著書がある。
- Mémoire sur les principes généraux du chinois vulgaire. Imprimerie royale. (1845)
- Grammaire mandarine, ou Principes généraux de la langue chinoise parlée. Imprimerie impériale. (1856)